# Ruth Hussey
Ruth Hussey (Providence, 30 ottobre 1911 – Newbury Park, 19 aprile 2005) è stata un'attrice statunitense, celebre soprattutto per la sua interpretazione nel film commedia Scandalo a Filadelfia (1940), per la quale ebbe una candidatura all'Oscar come miglior attrice non protagonista nel 1941.

## Biografia
Nata a Providence (Rhode Island), all'età di sette anni perse il padre a causa dell'epidemia di influenza spagnola del 1918, tuttavia poté continuare gli studi diplomandosi al Pembroke College nel 1933. Nonostante non avesse prima di allora manifestato alcun interesse alla recitazione, si iscrisse al corso di drammaturgia all'Università del Michigan, recitando per due anni in una compagnia viaggiante di attori che fece numerose tappe all'interno dello Stato del Michigan.
Al suo ritorno a casa iniziò a lavorare per un'emittente radiofonica locale, in qualità di commentatrice per una trasmissione dedicata alla moda e al costume. Incoraggiata dai suoi amici, fu convinta a tentare di entrare come attrice nel locale teatro ma venne scartata. Si quindi trasferì a New York, dove un agente teatrale le fece firmare un contratto per una serie di spettacoli in programma nello stesso teatro dal quale era stata rifiutata. Tuttavia la Hussey rimase a New York per lavorare come modella presso la celebre agenzia Powers.
Iniziò a recitare nell'allestimento teatrale dell'opera Dead End, del drammaturgo Sidney Kingsley, con la quale andò in tournée in tutti gli Stati Uniti. La Hussey recitò la sua ultima replica al Biltmore Hotel di Los Angeles dove venne notata da un talent scout della Metro Goldwyn Mayer, che la scritturò facendole firmare un contratto di cinque anni.
Nel 1937 fece il suo debutto cinematografico come attrice in un ruolo non accreditato nel film La grande città (1937), accanto a Spencer Tracy. Dando prova delle sue capacità e del suo talento artistico, la Hussey guadagnò la stima del pubblico e della sua casa cinematografica, specializzandosi in ruoli di donna di sofisticata e affascinante. Nel 1941 ottenne la candidatura all'Oscar come miglior attrice non protagonista per il ruolo di Liz Imbrie, la fotografa senza scrupoli nel film Scandalo a Filadelfia (1940). Nello stesso anno tornò al fianco di Spencer Tracy nell'avventuroso Passaggio a Nord-Ovest (1940) di King Vidor.

## Filmografia

### Cinema
- La grande città (Big City), regia di Frank Borzage (1937) (non accreditata)
- Madame X, regia di Sam Wood (1937)
- Man-Proof, regia di Richard Thorpe (1938) (scene cancellate)
- I ragazzi del giudice Hardy (Judge Hardy's Children), regia di Frank Borzage (1938)
- Maria Antonietta (Marie Antoinette), regia di W. S. Van Dyke (1938) (non accreditata)
- Rich Man, Poor Girl, regia di Reinhold Schünzel (1938)
- Spring Madness, regia di S. Sylvan Simon (1938)
- Time Out for Murder, regia di H. Bruce Humberstone (1938)
- Donne (The Women), regia di George Cukor (1939)
- Fast and Furious, regia di Busby Berkeley (1939)
- Il sosia innamorato (Honolulu), regia di Edward Buzzell (1939)
- L'ultimo ricatto (Blackmail), regia di H.C. Potter (1939)
- Maisie, regia di Edwin L. Marin (1939)
- Si riparla dell'uomo ombra (Another Thin Man), regia di W.S. Van Dyke (1939)
- Within the Law, regia di Gustav Machatý (1939)
- Passaggio a Nord-Ovest (North West Passage), regia di King Vidor (1940)
- Peccatrici folli (Susan and God), regia di George Cukor (1940)
- Ritorna se mi ami (Flight Command), regia di Frank Borzage (1940)
- Scandalo a Filadelfia (The Philadelphia Story), regia di George Cukor (1940)
- Free and Easy, regia di George Sidney e, non accreditato, Edward Buzzell (1941)
- Il molto onorevole Mr. Pulham (H.M. Pulham, Esq.), regia di King Vidor (1941)
- Married Bachelor, regia di Edward Buzzell (1941)
- La fidanzata di mio marito (Our Wife), regia di John M. Stahl (1941)
- Pierre of the Plains, regia di George B. Seitz (1942)
- Tennessee Johnson, regia di William Dieterle (1942)
- Eravamo tanto felici (Tender Comrade), regia di Edward Dmytryk (1943)
- La casa sulla scogliera (The Uninvited), regia di Lewis Allen (1944)
- L'azione continua (Marine Raiders), regia di Harold D. Schuster (1944)
- Bedside Manner, regia di Andrew L. Stone (1945)
- I, Jane Doe, regia di John H. Auer (1948)
- Il grande Gatsby (The Great Gatsby), regia di Elliott Nugent (1949)
- Amo Luisa disperatamente (Louisa), regia di Alexander Hall (1950)
- Assedio d'amore (Mr. Music), regia di Richard Haydn (1950)
- Quel fenomeno di mio figlio (That's My Boy), regia di Hal Walker (1951)
- Minnesota (Woman of the North Country), regia di Joseph Kane (1952)
- Squilli di primavera (Stars and Stripes Forever), regia di Henry Koster (1952)
- La signora vuole il visone (The Lady Wants Mink), regia di William A. Seiter (1953)
- Un adulterio difficile (The Facts of Life), regia di Melvin Frank (1960)
- The Resurrection of Broncho Billy (cortometraggio) (1970)

### Televisione
- Nash Airflyte Theatre – serie TV (1950)
- Pulitzer Prize Playhouse – serie TV (1950)
- Lux Video Theatre – serie TV (1950-1957)
- Celanese Theatre – serie TV (1951)
- Family Theatre – serie TV (1951-1952)
- The Ford Television Theatre – serie TV (1953)
- The Revlon Mirror Theater – serie TV (1953)
- General Electric Theater – serie TV, episodi 1x05-2x19 (1953-1954)
- Studio One – serie TV (1954)
- The Elgin Hour – serie TV (1954)
- Jane Wyman Presents The Fireside Theatre – serie TV (1955)
- Producers' Showcase – serie TV (1955)
- Shower of Stars – serie TV (1955)
- Scienza e fantasia (Science Fiction Theatre) – serie TV, episodi 1x13-2x08 (1955-1956)
- Climax! – serie TV, episodi 2x36-3x46 (1956-1957)
- The Christophers – serie TV (1955-1960)
- Alfred Hitchcock presenta (Alfred Hitchcock Presents) – serie TV, episodio 1x36 (1956)
- Playwrights '56 – serie TV (1956)
- Studio 57 – serie TV (1956)
- The Red Skelton Show – serie TV (1956-1958)
- Joyful Hour – film TV (1960)
- Insight – serie TV (1963)
- Vacation Playhouse – serie TV, episodio 1x09 (1963)
- Marcus Welby (Marcus Welby, M.D.) – serie TV (1971)
- The Jimmy Stewart Show – serie TV (1972)
- My Darling Daughters' Anniversary – film TV (1973)
- The New Perry Mason – serie TV (1973)

## Doppiatrici italiane
- Franca Dominici in La casa sulla scogliera, Il grande Gatsby, Squilli di primavera
- Tina Lattanzi in Amo Luisa disperatamente, Assedio d'amore, Quel fenomeno di mio figlio
- Lydia Simoneschi in Minnesota, La signora vuole il visone
- Renata Marini in Passaggio a Nord-Ovest
- Dhia Cristiani in Peccatrici folli
- Rosetta Calavetta in Il molto onorevole Mr. Pulham
- Rina Morelli in Eravamo tanto felici
- Silvia Tognoloni in Scandalo a Filadelfia (ridoppiaggio)

## Riconoscimenti
Premi Oscar 1942 – Candidatura all'Oscar alla miglior attrice non protagonista per Scandalo a Filadelfia